# Olympische Geschichte Perus
| Gelbes Symbol für Goldmedaillen mit stilisierten Olympischen Ringen | Graues Symbol für Silbermedaillen mit stilisierten Olympischen Ringen | Braundes Symbol für Bronzemedaillen mit stilisierten Olympischen Ringen |
| ------------------------------------------------------------------- | --------------------------------------------------------------------- | ----------------------------------------------------------------------- |
| 1                                                                   | 3                                                                     | 1                                                                       |

Peru, dessen NOK, das Comité Olímpico Peruano, 1924 gegründet wurde, schickte schon 1900 einen Sportler zu den Olympischen Sommerspielen. Seit 1936 wurden, mit Ausnahme der Spiele von 1952, zu sämtlichen Sommerspielen Athleten entsandt. 2010 nahm Peru erstmals an Winterspielen teil. Jugendliche Sportler nahmen an den bislang ausgetragenen Olympischen Jugend-Sommerspielen sowie an den Jugend-Winterspielen 2012 teil.

## Übersicht

### Sommerspiele
Der Fechter Carlos de Candamo war am 14. Mai 1900 in Paris der erste Olympionike Perus. Die erste Frau Perus bei Olympischen Spielen war am 12. Oktober 1964 in Tokio die Schwimmerin Rosario de Vivanco.
Neben dem Fechten waren peruanische Athleten auch in den Sportarten Leichtathletik, Basketball, Fußball, Schießen, Schwimmen, Radsport, Moderner Fünfkampf und Wasserspringen (seit 1936), Boxen und Gewichtheben (seit 1948), Rudern (seit 1960), Volleyball (seit 1968), Ringen (seit 1972), Reiten und Judo (seit 1984), Tischtennis (seit 1988), Kanusport und Tennis (seit 1992), Badminton (seit 1996), Segeln (seit 2000), Taekwondo (seit 2008), im Turnen (seit 2016) sowie im Karate, Skateboarding und Surfing (seit 2020) aktiv. 
Die Fußballmannschaften Perus, die 1936 zum olympischen Turnier antrat, sorgte für einen ersten Erfolg und auch für einen Eklat. Peru hatte nach einem 7:3-Sieg über Finnland das Viertelfinale gegen Österreich erreicht und das Spiel mit 4:2 nach Verlängerung gewonnen. Da jedoch peruanische Anhänger zwischenzeitlich den Platz gestürmt und einen österreichischen Spieler angegriffen hatten, wurde das Spiel nach einem Protest der Österreicher annulliert. Ein Wiederholungsspiel wurde angesetzt, jedoch zog das peruanische NOK seine gesamte Mannschaft ab.
Die Schützenmannschaft Perus war es, die 1948 in London Erfolge feiern konnte. Neben einem sechsten Platz mit dem Kleinkalibergewehr im Liegendanschlag durch Enrique Baldwin gewann Edwin Vásquez mit der freien Pistole die Goldmedaille. Damit war er Perus erster Medaillengewinner und gleichzeitig erster Olympiasieger. Nachdem Peru an den Spielen von Helsinki 1952 nicht teilgenommen hatte, wurde die Mannschaft für Melbourne 1956 ausschließlich aus Schützen gebildet. 
1964 in Tokio war es wieder ein Schütze, der eine vordere Platzierung erreichen konnte. Antonio Vita wurde mit der freien Pistole Sechster. Pedro Gianella belegte 1968 im Skeetschießen Platz 5. Um 0,4 Sekunden verpasste der Schwimmer Juan Carlos Bello im Finale über 200 Meter Lagen mit Platz 4 eine Medaille. Die Volleyballmannschaft der Frauen konnte mit drei Siegen in sieben Vorrundenspielen Platz 4 des Turniers belegen. 1972 in München wurde Bello noch einmal Siebter über 200 Meter Lagen.
Eine Besonderheit hatte Peru 1976 in Montreal zu verzeichnen. Die 13-köpfige Olympiamannschaft des Landes bestand nur aus Frauen (Volleyball-Mannschaft und eine Leichtathletin). 1984 konnte der zweite peruanische Medaillengewinn gefeiert werden. Wieder war ein Schütze erfolgreich, Francisco Boza gewann Silber im Trapschießen. Die Volleyballmannschaft der Frauen konnte nach zwei Siegen in drei Vorrundenspielen das Halbfinale erreichen. Hier verlor man mit 0:3 gegen die USA. Auch das Spiel um Bronze ging verloren. Peru wurde von Japan mit 1:3 geschlagen. 1988 in Seoul waren die Frauen noch erfolgreicher. Alle drei Vorrundenspiele wurden gewonnen, u. a. wurden auch die Titelverteidiger aus China bezwungen. Im Halbfinale glückte die Revanche gegen Japan mit einem 3:2-Sieg. Das Finale verloren die Peruanerinnen mit 2:3 gegen die Sowjetunion. Francisco Boza belegte im Trapschießen Platz 4.
1992 in Barcelona war es wieder einem Schützen vorbehalten, eine Medaille für Peru zu gewinnen. Juan Jorge Giha gewann die Silbermedaille im Skeetschießen. 2004 in Athen ging Francisco Boza zum insgesamt siebten Mal im olympischen Trapturnier an den Start. Er wurde nochmals Siebter. 2016 in Rio de Janeiro konnte er sich noch einmal qualifizieren. Bei seiner achten Olympiateilnahme scheiterte er jedoch schon in der Qualifikationsrunde.
Bei den Sommerspielen 2024 gelang Peru bei den in Marseille ausgetragenen Segelwettbewerben erstmals seit 32 Jahren wieder ein Medaillengewinn. Stefano Peschiera erreichte in der Gesamtwertung im Laser der Männer den dritten Platz und gewann die Bronzemedaille.

### Winterspiele
Im Wintersport kamen seit 2010 alpine Skirennfahrer und Skilangläufer zum Einsatz. Der erste olympische Wintersportler Perus war am 15. Februar 2010 der Skilangläufer Roberto Carcelén. Am 24. Februar 2010 nahm mit der in Deutschland geborenen alpinen Skirennfahrerin Ornella Oettl Reyes die erste Frau Perus an Olympischen Winterspielen teil. 

### Jugendspiele
26 jugendliche Sportler, sechs Jungen und 20 Mädchen, gingen bei der ersten Austragung von Olympischen Jugend-Sommerspielen 2010 in Singapur in zehn Sportarten an den Start. Die Volleyballmannschaft der Mädchen konnte mit einem 3:1-Sieg über Japan die Bronzemedaille gewinnen. Die Judoka Lesly Cano gewann mit einer Gemischten Mannschaft Gold im Teamwettbewerb. Diese Medaille ist nicht im Medaillenspiegel Perus verzeichnet. In der Einzelwertung des Fliegengewichts wurde sie Fünfte. Die Geherin Kimberly García wurde über fünf Kilometer Siebte. Die Gewichtheberin Silvana Saldarriaga wurde im Mittelgewicht Fünfte, der Freistilringer Robinson Rios im Fliegengewicht Sechster.
2014 in Nanjing nahmen 40 peruanische Athleten, 30 Jungen und zehn Mädchen, teil. Sie traten in zwölf Sportarten an. Die Fußballmannschaft der Jungen gewann nach einem 2:1-Sieg über Südkorea die Goldmedaille. Die Seglerin Jarian Brandes gewann in der Klasse Byte CII Bronze. Eine weitere Bronzemedaille gewann Judoka Brillith Gamarra mit dem Gemischten Team Xian. Diese Medaille ist jedoch nicht im Medaillenspiegel Perus verzeichnet. In der Leichtathletik wurde der Geher César Rodríguez Vierter über zehn Kilometer. 
Bei den Olympischen Jugend-Winterspielen 2012 in Innsbruck ging eine alpine Skirennläuferin an den Start.

### Kunstwettbewerbe
Bei den olympischen Kunstwettbewerben 1932 in Los Angeles reichten zwei Künstler drei Werke ein. Wegen der schlechten Quellenlage ist nicht ersichtlich, in welchen Kategorien die Werke gewertet wurden. Julio Berrocal war mit dem Werk Hunting Condor vertreten, Romano Espinosa mit Chasqui Runner und Indian Hunter.

## IOC-Mitglieder
Seit 1982 ist Iván Dibós IOC-Mitglied. Er gehört den Kommissionen für Frauensport sowie Olympisches Erbe und Kultur an.

## Übersicht der Teilnehmer

### Sommerspiele
| Jahr      | Athleten                                       | Athleten                                       | Athleten                                       | Flaggenträger                                  | Sportarten                                     | Sportarten                                     | Sportarten                                     | Sportarten                                     | Sportarten                                     | Sportarten                                     | Sportarten                                     | Sportarten                                     | Sportarten                                     | Sportarten                                     | Sportarten                                     | Sportarten                                     | Sportarten                                     | Sportarten                                     | Sportarten                                     | Sportarten                                     | Sportarten                                     | Sportarten                                     | Sportarten                                     | Sportarten                                     | Sportarten                                     | Sportarten                                     | Sportarten                                     | Sportarten                                     | Sportarten                                     | Sportarten                                     | Medaillen                                      | Medaillen                                      | Medaillen                                      | Medaillen                                      | Rang                                           |
| Jahr      | Gesamt                                         | Männer                                         | Frauen                                         | Flaggenträger                                  | Fechten                                        | Leichtathletik                                 | Basketball                                     | Fußball                                        | Schießen                                       | Schwimmen                                      | Radsport                                       | Moderner Fünfkampf                             | Wasserspringen                                 | Boxen                                          | Gewichtheben                                   | Rudern                                         | Volleyball                                     | Ringen                                         | Reiten                                         | Judo                                           | Tischtennis                                    | Kanusport                                      | Tennis                                         | Badminton                                      | Segeln                                         | Taekwondo                                      | Turnen                                         | Karate                                         | Skateboarding                                  | Surfing                                        |                                                |                                                |                                                | Total                                          | Rang                                           |
| --------- | ---------------------------------------------- | ---------------------------------------------- | ---------------------------------------------- | ---------------------------------------------- | ---------------------------------------------- | ---------------------------------------------- | ---------------------------------------------- | ---------------------------------------------- | ---------------------------------------------- | ---------------------------------------------- | ---------------------------------------------- | ---------------------------------------------- | ---------------------------------------------- | ---------------------------------------------- | ---------------------------------------------- | ---------------------------------------------- | ---------------------------------------------- | ---------------------------------------------- | ---------------------------------------------- | ---------------------------------------------- | ---------------------------------------------- | ---------------------------------------------- | ---------------------------------------------- | ---------------------------------------------- | ---------------------------------------------- | ---------------------------------------------- | ---------------------------------------------- | ---------------------------------------------- | ---------------------------------------------- | ---------------------------------------------- | ---------------------------------------------- | ---------------------------------------------- | ---------------------------------------------- | ---------------------------------------------- | ---------------------------------------------- |
| 1896      | nicht teilgenommen                             | nicht teilgenommen                             | nicht teilgenommen                             | nicht teilgenommen                             | nicht teilgenommen                             | nicht teilgenommen                             | nicht teilgenommen                             | nicht teilgenommen                             | nicht teilgenommen                             | nicht teilgenommen                             | nicht teilgenommen                             | nicht teilgenommen                             | nicht teilgenommen                             | nicht teilgenommen                             | nicht teilgenommen                             | nicht teilgenommen                             | nicht teilgenommen                             | nicht teilgenommen                             | nicht teilgenommen                             | nicht teilgenommen                             | nicht teilgenommen                             | nicht teilgenommen                             | nicht teilgenommen                             | nicht teilgenommen                             | nicht teilgenommen                             | nicht teilgenommen                             | nicht teilgenommen                             | nicht teilgenommen                             | nicht teilgenommen                             | nicht teilgenommen                             | nicht teilgenommen                             | nicht teilgenommen                             | nicht teilgenommen                             | nicht teilgenommen                             | nicht teilgenommen                             |
| 1900      | 1                                              | 1                                              | 0                                              |                                                | 1                                              |                                                |                                                |                                                |                                                |                                                |                                                |                                                |                                                |                                                |                                                |                                                |                                                |                                                |                                                |                                                |                                                |                                                |                                                |                                                |                                                |                                                |                                                |                                                |                                                |                                                |                                                |                                                |                                                |                                                |                                                |
| 1904–1928 | nicht teilgenommen                             | nicht teilgenommen                             | nicht teilgenommen                             | nicht teilgenommen                             | nicht teilgenommen                             | nicht teilgenommen                             | nicht teilgenommen                             | nicht teilgenommen                             | nicht teilgenommen                             | nicht teilgenommen                             | nicht teilgenommen                             | nicht teilgenommen                             | nicht teilgenommen                             | nicht teilgenommen                             | nicht teilgenommen                             | nicht teilgenommen                             | nicht teilgenommen                             | nicht teilgenommen                             | nicht teilgenommen                             | nicht teilgenommen                             | nicht teilgenommen                             | nicht teilgenommen                             | nicht teilgenommen                             | nicht teilgenommen                             | nicht teilgenommen                             | nicht teilgenommen                             | nicht teilgenommen                             | nicht teilgenommen                             | nicht teilgenommen                             | nicht teilgenommen                             | nicht teilgenommen                             | nicht teilgenommen                             | nicht teilgenommen                             | nicht teilgenommen                             | nicht teilgenommen                             |
| 1932      | Teilnahme an den Olympischen Kunstwettbewerben | Teilnahme an den Olympischen Kunstwettbewerben | Teilnahme an den Olympischen Kunstwettbewerben | Teilnahme an den Olympischen Kunstwettbewerben | Teilnahme an den Olympischen Kunstwettbewerben | Teilnahme an den Olympischen Kunstwettbewerben | Teilnahme an den Olympischen Kunstwettbewerben | Teilnahme an den Olympischen Kunstwettbewerben | Teilnahme an den Olympischen Kunstwettbewerben | Teilnahme an den Olympischen Kunstwettbewerben | Teilnahme an den Olympischen Kunstwettbewerben | Teilnahme an den Olympischen Kunstwettbewerben | Teilnahme an den Olympischen Kunstwettbewerben | Teilnahme an den Olympischen Kunstwettbewerben | Teilnahme an den Olympischen Kunstwettbewerben | Teilnahme an den Olympischen Kunstwettbewerben | Teilnahme an den Olympischen Kunstwettbewerben | Teilnahme an den Olympischen Kunstwettbewerben | Teilnahme an den Olympischen Kunstwettbewerben | Teilnahme an den Olympischen Kunstwettbewerben | Teilnahme an den Olympischen Kunstwettbewerben | Teilnahme an den Olympischen Kunstwettbewerben | Teilnahme an den Olympischen Kunstwettbewerben | Teilnahme an den Olympischen Kunstwettbewerben | Teilnahme an den Olympischen Kunstwettbewerben | Teilnahme an den Olympischen Kunstwettbewerben | Teilnahme an den Olympischen Kunstwettbewerben | Teilnahme an den Olympischen Kunstwettbewerben | Teilnahme an den Olympischen Kunstwettbewerben | Teilnahme an den Olympischen Kunstwettbewerben | Teilnahme an den Olympischen Kunstwettbewerben | Teilnahme an den Olympischen Kunstwettbewerben | Teilnahme an den Olympischen Kunstwettbewerben | Teilnahme an den Olympischen Kunstwettbewerben | Teilnahme an den Olympischen Kunstwettbewerben |
| 1936      | 40                                             | 40                                             | 0                                              | Victor Flores                                  |                                                | 9                                              | 9                                              | 12                                             | 1                                              | 3                                              | 4                                              | 1                                              | 1                                              |                                                |                                                |                                                |                                                |                                                |                                                |                                                |                                                |                                                |                                                |                                                |                                                |                                                |                                                |                                                |                                                |                                                |                                                |                                                |                                                |                                                |                                                |
| 1948      | 40                                             | 40                                             | 0                                              | Carlos Domínguez                               | 3                                              | 9                                              | 11                                             |                                                | 9                                              |                                                | 3                                              |                                                |                                                | 3                                              | 3                                              |                                                |                                                |                                                |                                                |                                                |                                                |                                                |                                                |                                                |                                                |                                                |                                                |                                                |                                                |                                                | 1                                              |                                                |                                                | 1                                              | 22                                             |
| 1952      | nicht teilgenommen                             | nicht teilgenommen                             | nicht teilgenommen                             | nicht teilgenommen                             | nicht teilgenommen                             | nicht teilgenommen                             | nicht teilgenommen                             | nicht teilgenommen                             | nicht teilgenommen                             | nicht teilgenommen                             | nicht teilgenommen                             | nicht teilgenommen                             | nicht teilgenommen                             | nicht teilgenommen                             | nicht teilgenommen                             | nicht teilgenommen                             | nicht teilgenommen                             | nicht teilgenommen                             | nicht teilgenommen                             | nicht teilgenommen                             | nicht teilgenommen                             | nicht teilgenommen                             | nicht teilgenommen                             | nicht teilgenommen                             | nicht teilgenommen                             | nicht teilgenommen                             | nicht teilgenommen                             | nicht teilgenommen                             | nicht teilgenommen                             | nicht teilgenommen                             | nicht teilgenommen                             | nicht teilgenommen                             | nicht teilgenommen                             | nicht teilgenommen                             | nicht teilgenommen                             |
| 1956      | 8                                              | 8                                              | 0                                              |                                                |                                                |                                                |                                                |                                                | 8                                              |                                                |                                                |                                                |                                                |                                                |                                                |                                                |                                                |                                                |                                                |                                                |                                                |                                                |                                                |                                                |                                                |                                                |                                                |                                                |                                                |                                                |                                                |                                                |                                                |                                                |                                                |
| 1960      | 31                                             | 31                                             | 0                                              |                                                |                                                |                                                |                                                | 19                                             | 10                                             |                                                |                                                |                                                |                                                |                                                |                                                | 2                                              |                                                |                                                |                                                |                                                |                                                |                                                |                                                |                                                |                                                |                                                |                                                |                                                |                                                |                                                |                                                |                                                |                                                |                                                |                                                |
| 1964      | 31                                             | 30                                             | 1                                              |                                                |                                                | 3                                              | 12                                             |                                                | 9                                              |                                                | 1                                              |                                                |                                                |                                                |                                                |                                                |                                                |                                                |                                                |                                                |                                                |                                                |                                                |                                                |                                                |                                                |                                                |                                                |                                                |                                                |                                                |                                                |                                                |                                                |                                                |
| 1968      | 28                                             | 16                                             | 12                                             |                                                | 1                                              | 4                                              |                                                |                                                | 5                                              | 3                                              |                                                |                                                |                                                | 2                                              | 1                                              | 3                                              | 9                                              |                                                |                                                |                                                |                                                |                                                |                                                |                                                |                                                |                                                |                                                |                                                |                                                |                                                |                                                |                                                |                                                |                                                |                                                |
| 1972      | 20                                             | 17                                             | 3                                              | Enrique Barúa                                  | 1                                              | 3                                              |                                                |                                                | 2                                              | 3                                              | 5                                              |                                                |                                                | 2                                              |                                                |                                                |                                                | 4                                              |                                                |                                                |                                                |                                                |                                                |                                                |                                                |                                                |                                                |                                                |                                                |                                                |                                                |                                                |                                                |                                                |                                                |
| 1976      | 13                                             | 0                                              | 13                                             |                                                |                                                | 1                                              |                                                |                                                |                                                |                                                |                                                |                                                |                                                |                                                |                                                |                                                | 12                                             |                                                |                                                |                                                |                                                |                                                |                                                |                                                |                                                |                                                |                                                |                                                |                                                |                                                |                                                |                                                |                                                |                                                |                                                |
| 1980      | 28                                             | 14                                             | 14                                             | Walter Perón                                   |                                                | 5                                              |                                                |                                                | 7                                              | 4                                              |                                                |                                                |                                                |                                                |                                                |                                                | 10                                             | 2                                              |                                                |                                                |                                                |                                                |                                                |                                                |                                                |                                                |                                                |                                                |                                                |                                                |                                                |                                                |                                                |                                                |                                                |
| 1984      | 35                                             | 19                                             | 16                                             | Edwin Vásquez                                  |                                                | 2                                              |                                                |                                                | 7                                              | 5                                              | 1                                              |                                                |                                                |                                                | 2                                              | 3                                              | 11                                             | 2                                              | 1                                              | 1                                              |                                                |                                                |                                                |                                                |                                                |                                                |                                                |                                                |                                                |                                                |                                                | 1                                              |                                                | 1                                              | 33                                             |
| 1988      | 21                                             | 7                                              | 14                                             | Rodrigo Ranguna                                |                                                | 1                                              |                                                |                                                | 3                                              | 2                                              |                                                |                                                |                                                |                                                | 1                                              |                                                | 12                                             | 1                                              |                                                |                                                | 1                                              |                                                |                                                |                                                |                                                |                                                |                                                |                                                |                                                |                                                |                                                | 1                                              |                                                | 1                                              | 36                                             |
| 1992      | 16                                             | 12                                             | 4                                              | Francisco Boza                                 |                                                | 2                                              |                                                |                                                | 2                                              | 2                                              | 1                                              | 1                                              |                                                |                                                | 1                                              |                                                |                                                |                                                |                                                |                                                | 4                                              | 1                                              | 2                                              |                                                |                                                |                                                |                                                |                                                |                                                |                                                |                                                | 1                                              |                                                | 1                                              | 49                                             |
| 1996      | 29                                             | 15                                             | 14                                             | Juan Jorge Giha                                |                                                | 5                                              |                                                |                                                | 3                                              | 2                                              |                                                |                                                |                                                | 1                                              |                                                |                                                | 10                                             | 5                                              |                                                |                                                | 2                                              |                                                |                                                | 1                                              |                                                |                                                |                                                |                                                |                                                |                                                |                                                |                                                |                                                |                                                |                                                |
| 2000      | 21                                             | 8                                              | 13                                             | Rosa García                                    |                                                | 2                                              |                                                |                                                | 2                                              | 3                                              |                                                |                                                | 1                                              |                                                |                                                |                                                | 11                                             |                                                |                                                | 1                                              |                                                |                                                |                                                |                                                | 1                                              |                                                |                                                |                                                |                                                |                                                |                                                |                                                |                                                |                                                |                                                |
| 2004      | 12                                             | 7                                              | 5                                              | Francisco Boza                                 |                                                | 2                                              |                                                |                                                | 1                                              | 2                                              |                                                |                                                |                                                |                                                | 1                                              | 1                                              |                                                | 1                                              |                                                |                                                | 1                                              |                                                | 1                                              | 1                                              | 1                                              |                                                |                                                |                                                |                                                |                                                |                                                |                                                |                                                |                                                |                                                |
| 2008      | 13                                             | 7                                              | 6                                              | Sixto Barrera                                  | 1                                              | 3                                              |                                                |                                                | 1                                              | 2                                              |                                                |                                                |                                                |                                                | 1                                              |                                                |                                                | 1                                              |                                                | 1                                              |                                                |                                                |                                                | 1                                              | 1                                              | 1                                              |                                                |                                                |                                                |                                                |                                                |                                                |                                                |                                                |                                                |
| 2012      | 16                                             | 9                                              | 7                                              | Gladys Tejeda                                  |                                                | 5                                              |                                                |                                                | 1                                              | 3                                              |                                                |                                                |                                                |                                                | 1                                              | 1                                              |                                                |                                                |                                                | 1                                              |                                                |                                                |                                                | 2                                              | 1                                              | 1                                              |                                                |                                                |                                                |                                                |                                                |                                                |                                                |                                                |                                                |
| 2016      | 29                                             | 17                                             | 12                                             | Francisco Boza                                 |                                                | 14                                             |                                                |                                                | 2                                              | 2                                              |                                                |                                                |                                                |                                                | 2                                              | 2                                              |                                                | 1                                              | 1                                              | 1                                              |                                                |                                                |                                                |                                                | 2                                              | 1                                              | 1                                              |                                                |                                                |                                                |                                                |                                                |                                                |                                                |                                                |
| 2020      | 35                                             | 19                                             | 16                                             | Daniella Rosas & Lucca Mesinas                 | 1                                              | 8                                              |                                                |                                                | 3                                              | 2                                              | 1                                              |                                                |                                                | 2                                              | 1                                              | 1                                              |                                                | 1                                              |                                                | 1                                              |                                                |                                                | 1                                              | 1                                              | 5                                              |                                                | 1                                              | 1                                              | 1                                              | 4                                              |                                                |                                                |                                                |                                                |                                                |
| 2024      | 26                                             | 9                                              | 17                                             | Juan Postigos & María Luisa Doig               | 1                                              | 9                                              |                                                |                                                | 2                                              | 3                                              |                                                |                                                |                                                |                                                |                                                | 3                                              |                                                |                                                |                                                | 1                                              |                                                |                                                |                                                | 1                                              | 3                                              |                                                |                                                |                                                |                                                | 3                                              |                                                |                                                | 1                                              | 1                                              |                                                |
| Gesamt    | Gesamt                                         | Gesamt                                         | Gesamt                                         | Gesamt                                         | Gesamt                                         | Gesamt                                         | Gesamt                                         | Gesamt                                         | Gesamt                                         | Gesamt                                         | Gesamt                                         | Gesamt                                         | Gesamt                                         | Gesamt                                         | Gesamt                                         | Gesamt                                         | Gesamt                                         | Gesamt                                         | Gesamt                                         | Gesamt                                         | Gesamt                                         | Gesamt                                         | Gesamt                                         | Gesamt                                         | Gesamt                                         | Gesamt                                         | Gesamt                                         | Gesamt                                         | Gesamt                                         | Gesamt                                         | 1                                              | 3                                              | 1                                              | 5                                              |                                                |

### Winterspiele
| Jahr      | Athleten           | Athleten           | Athleten           | Flaggenträger       | Sportarten         | Sportarten         | Medaillen          | Medaillen          | Medaillen          | Medaillen          | Medaillen          |
| Jahr      | Gesamt             | m                  | w                  | Flaggenträger       | Skilanglauf        | Ski Alpin          |                    |                    |                    | Gesamt             | Rang               |
| --------- | ------------------ | ------------------ | ------------------ | ------------------- | ------------------ | ------------------ | ------------------ | ------------------ | ------------------ | ------------------ | ------------------ |
| 1924–2006 | nicht teilgenommen | nicht teilgenommen | nicht teilgenommen | nicht teilgenommen  | nicht teilgenommen | nicht teilgenommen | nicht teilgenommen | nicht teilgenommen | nicht teilgenommen | nicht teilgenommen | nicht teilgenommen |
| 2010      | 3                  | 2                  | 1                  | Roberto Carcelén    | 1                  | 2                  |                    |                    |                    |                    |                    |
| 2014      | 3                  | 2                  | 1                  | Roberto Carcelén    | 1                  | 2                  |                    |                    |                    |                    |                    |
| 2018      | nicht teilgenommen | nicht teilgenommen | nicht teilgenommen | nicht teilgenommen  | nicht teilgenommen | nicht teilgenommen | nicht teilgenommen | nicht teilgenommen | nicht teilgenommen | nicht teilgenommen | nicht teilgenommen |
| 2022      | 1                  | 0                  | 1                  | Ornella Oettl Reyes | 0                  | 2                  |                    |                    |                    |                    |                    |
| Gesamt    | Gesamt             | Gesamt             | Gesamt             | Gesamt              | Gesamt             | Gesamt             | 0                  | 0                  | 0                  | 0                  | -                  |

### Jugend-Sommerspiele
| Jahr   | Athleten | Athleten | Athleten | Flaggenträger   | Sportarten     | Sportarten | Sportarten | Sportarten | Sportarten | Sportarten | Sportarten | Sportarten | Sportarten   | Sportarten | Sportarten       | Sportarten | Sportarten | Sportarten | Medaillen | Medaillen | Medaillen | Medaillen | Medaillen |
| Jahr   | Gesamt   | m        | w        | Flaggenträger   | Leichtathletik | Badminton  | Judo       | Segeln     | Schwimmen  | Taekwondo  | Tennis     | Volleyball | Gewichtheben | Ringen     | Beach-Volleyball | Fußball    | Turnen     | Rudern     |           |           |           | Gesamt    | Rang      |
| ------ | -------- | -------- | -------- | --------------- | -------------- | ---------- | ---------- | ---------- | ---------- | ---------- | ---------- | ---------- | ------------ | ---------- | ---------------- | ---------- | ---------- | ---------- | --------- | --------- | --------- | --------- | --------- |
| 2010   | 26       | 6        | 20       | Kimberly García | 2              | 2          | 1          | 2          | 3          | 1          | 1          | 12         | 1            | 1          |                  |            |            |            |           |           | 1         | 1         | 85        |
| 2014   | 40       | 30       | 10       |                 | 5              | 1          | 1          | 3          | 2          |            | 2          |            | 2            | 1          | 2                | 18         | 2          | 1          | 1         |           | 1         | 2         | 48        |
| Gesamt | Gesamt   | Gesamt   | Gesamt   | Gesamt          | Gesamt         | Gesamt     | Gesamt     | Gesamt     | Gesamt     | Gesamt     | Gesamt     | Gesamt     | Gesamt       | Gesamt     | Gesamt           | Gesamt     | Gesamt     | Gesamt     | 1         | 0         | 2         | 3         | 61        |

### Jugend-Winterspiele
| Jahr   | Athleten           | Athleten           | Athleten           | Flaggenträger      | Sportarten         | Medaillen          | Medaillen          | Medaillen          | Medaillen          | Medaillen          |
| Jahr   | Gesamt             | m                  | w                  | Flaggenträger      | Ski Alpin          |                    |                    |                    | Gesamt             | Rang               |
| ------ | ------------------ | ------------------ | ------------------ | ------------------ | ------------------ | ------------------ | ------------------ | ------------------ | ------------------ | ------------------ |
| 2012   | 1                  | 0                  | 1                  | Isabella Todd      | 1                  |                    |                    |                    |                    |                    |
| 2016   | nicht teilgenommen | nicht teilgenommen | nicht teilgenommen | nicht teilgenommen | nicht teilgenommen | nicht teilgenommen | nicht teilgenommen | nicht teilgenommen | nicht teilgenommen | nicht teilgenommen |
| Gesamt | Gesamt             | Gesamt             | Gesamt             | Gesamt             | Gesamt             | 0                  | 0                  | 0                  | 0                  | -                  |

## Medaillengewinner

### Goldmedaillen
| Name          | Spiele      | Sportart | Disziplin     | Anmerkung                              |
| ------------- | ----------- | -------- | ------------- | -------------------------------------- |
| Edwin Vásquez | 1948 London | Schießen | Freie Pistole | erster Medaillengewinn und Olympiasieg |

### Silbermedaillen
| Name                          | Spiele           | Sportart   | Disziplin     | Anmerkung |
| ----------------------------- | ---------------- | ---------- | ------------- | --------- |
| Francisco Boza                | 1984 Los Angeles | Schießen   | Trap          |           |
| Volleyball-Nationalmannschaft | 1988 Seoul       | Volleyball | Frauenturnier |           |
| Juan Jorge Giha               | 1992 Barcelona   | Schießen   | Skeet         |           |

### Bronzemedaillen
| Name              | Spiele     | Sportart | Disziplin | Anmerkung |
| ----------------- | ---------- | -------- | --------- | --------- |
| Stefano Peschiera | 2024 Paris | Segeln   | Laser     |           |

## Medaillen nach Sportart
| Sportart   | Gold | Silber | Bronze | Gesamt |
| Schießen   | 1    | 2      | 0      | 3      |
| Volleyball | 0    | 1      | 0      | 1      |
| Segeln     | 0    | 0      | 1      | 1      |
| Gesamt     | 1    | 3      | 1      | 5      |

## Medaillenspiegel

### Olympische Spiele
|                         |   |   |   | Gesamt | Rang |
| ----------------------- | - | - | - | ------ | ---- |
| Olympische Sommerspiele | 1 | 3 | 1 | 5      | 77   |
| Olympische Winterspiele | 0 | 0 | 0 | 0      | -    |
| Gesamt                  | 1 | 3 | 0 | 4      | 78   |

### Olympische Jugendspiele
|                         |   |   |   | Gesamt | Rang |
| ----------------------- | - | - | - | ------ | ---- |
| Olympische Sommerspiele | 1 | 0 | 2 | 3      | 61   |
| Olympische Winterspiele | 0 | 0 | 0 | 0      | -    |
| Gesamt                  | 1 | 0 | 2 | 3      | 63   |